# George Gissing
George Gissing (Wakefield, 22 de noviembre de 1857 - San Juan de Luz, Francia, 28 de diciembre de 1903) fue un escritor británico, uno de los mejores escritores del final del periodo victoriano. 
Tras quedar huérfano de padre siendo aún muy joven, Gissing logró entrar en Colegio Owens de Mánchester. Pero sus estudios se malograron al ser expulsado por sustraer dinero para ayudar a una prostituta; con ella emigrará a los Estados Unidos, en 1876, y se casará más adelante. Regresó a Inglaterra en 1877, donde trabajó como profesor. Empezó a publicar en 1880, pero no tuvo éxito ni siquiera con sus novelas que dio a la imprenta hasta 1889.
Fue un autor prolífico, escribió numerosas novelas, más de cien relatos, un libro de viajes, ensayos críticos y recopilaciones de correspondencia en diversos volúmenes. Algunos de ellos fueron alabados por Virginia Woolf.
Con New Grub Street, de 1891, sobre la bohemia literaria logró fama: allí traza un despiadado retrato del mundo artístico y marginal londinense, que tan bien conocía. Con Mujeres sin pareja, de 1893,  anticipó algunos temas que tratarán las feministas. Ambas están consideradas sus mejores obras. 
Como autor, se inscribe dentro de la tradición británica de novelas con un cierto contenido social, en la línea de Dickens y Gaskell. En 1898 publicó su estudio Charles Dickens: A Critical Study.

## Obra
- Workers in the Dawn (1881)

- The Unclassed (1884)
- Isabel Clarendon (1885)
- Demos (1886)
- Thyrza (1887)
- A Life's Morning (1888)
- The Nether World (1889)
- The Emancipated (1890)
- New Grub Street (1891). Tr.: La nueva Grub Street, Barcelona, Alba, 2007, ISBN 978-84-8428-371-3
- Denzil Quarrier (1892)
- Born In Exile (1892)
- The Odd Women (1893). Tr.: Mujeres sin pareja, Barcelona, Alba, 2001, ISBN 978-84-8428-077-4
- In the Year of Jubilee (1894)
- El rescate de Eva ("Eve's Ransom") (1895)
- The Paying Guest (1895)
- Sleeping Fires (1895)
- The Whirlpool (1897)
- The Town Traveller (1898)
- Charles Dickens: A Critical Study (1898)
- The Crown Of Life (1899)
- By the Ionian Sea (1901). En España, se encuentra traducido al catalán: Per la mar Jònica: notes d'un viatge pel sud d'Itàlia, Ensiola Editorial, 2006, ISBN 978-84-934310-5-1
- Our Friend the Charlatan (1901)
- The Private Papers of Henry Ryecroft (1903)
- Will Warburton (1905)
- Veranilda (1903, inacabado)
- The House of Cobwebs and Other Stories (1906), relatos cortos. Uno de ellos, A Daughter of the Lodge («La hija de los guardeses») —aparecido en Illustrated London News (agosto de 1901)—, se incluye, precedido de nota biográfica, en la pág. 451 y ss. de la antología Cuando se abrió la puerta. Cuentos de la Nueva Mujer (1882-1914), Barcelona, Alba, Clasica maior, 2008, ISBN 978-84-8428-418-5.

- Datos: Q369790
- Multimedia: George Gissing / Q369790